# Histoire de la théorie des champs
 (novembre 2022).
La mise en forme du texte ne suit pas les recommandations de Wikipédia : il faut le « wikifier ».
Les points d'amélioration suivants sont les cas les plus fréquents. Le détail des points à revoir est peut-être précisé sur la page de discussion.
- Les titres sont pré-formatés par le logiciel. Ils ne sont ni en capitales, ni en gras.
- Le texte ne doit pas être écrit en capitales (les noms de famille non plus), ni en gras, ni en italique, ni en « petit »…
- Le gras n'est utilisé que pour surligner le titre de l'article dans l'introduction, une seule fois.
- L'italique est rarement utilisé : mots en langue étrangère, titres d'œuvres, noms de bateaux, etc.
- Les citations ne sont pas en italique mais en corps de texte normal. Elles sont entourées par des guillemets français : « et ».
- Les listes à puces sont à éviter, des paragraphes rédigés étant largement préférés. Les tableaux sont à réserver à la présentation de données structurées (résultats, etc.).
- Les appels de note de bas de page (petits chiffres en exposant, introduits par l'outil «  Source ») sont à placer entre la fin de phrase et le point final[comme ça].
- Les liens internes (vers d'autres articles de Wikipédia) sont à choisir avec parcimonie. Créez des liens vers des articles approfondissant le sujet. Les termes génériques sans rapport avec le sujet sont à éviter, ainsi que les répétitions de liens vers un même terme.
- Les liens externes sont à placer uniquement dans une section « Liens externes », à la fin de l'article. Ces liens sont à choisir avec parcimonie suivant les règles définies. Si un lien sert de source à l'article, son insertion dans le texte est à faire par les notes de bas de page.
- La présentation des références doit suivre les conventions bibliographiques. Il est recommandé d'utiliser les modèles {{Ouvrage}}, {{Chapitre}}, {{Article}}, {{Lien web}} et/ou {{Bibliographie}}. Le mode d'édition visuel peut mettre en forme automatiquement les références.
- Insérer une infobox (cadre d'informations à droite) n'est pas obligatoire pour parachever la mise en page.

Pour une aide détaillée, merci de consulter Aide:Wikification.
Si vous pensez que ces points ont été résolus, vous pouvez retirer ce bandeau et améliorer la mise en forme d'un autre article.

Dans la gravitation classique d'Isaac Newton, la masse est la source d'un champ gravitationnel qui attire les autres masses.

La théorie des champs trouve son origine au XVIIIe siècle dans une formulation mathématique de la mécanique de Newton, mais elle était considérée comme déficiente car elle impliquait une action à distance. En 1852, Michael Faraday avait traité le champ magnétique comme un objet physique, raisonnant en termes de lignes de force. James Clerk Maxwell, en s'appuyant sur la conceptualisation de Faraday, était ensuite parvenu à formuler son unification de l'électricité et du magnétisme dans sa théorie de l'électromagnétisme.
À la suite de l'expérience de Michelson et Morley et de l'élaboration de la relativité restreinte par Albert Einstein, il était devenu clair que les ondes électromagnétiques ne se déplaçaient pas sous la forme d'une vibration dans un éther physique. De plus, il n'y avait aucune différence entre les effets d'un champ et l'action à distance dans la physique d'Einstein.
Avec la théorie quantique des champs, les champs sont devenus les objets  fondamentaux de l'étude des interactions ; les particules sont des excitations de ces champs.

## Contexte historique
La théorie des champs, l'étude des champs dynamiques en physique, était à l'origine une formulation mathématique de la mécanique de Newton. Le succès de la physique newtonienne, depuis la publication par Isaac Newton en 1687 des Principia Mathematica, avait fourni un cadre qui avait permis l'étude du mouvement et des forces dans le domaine de l'électricité et du magnétisme. En 1785, Charles-Augustin de Coulomb montra que la force répulsive agissant entre deux sphères électriquement chargées obéissait à la même loi (au signe près) que la loi universelle de la gravitation de Newton : la force entre deux corps est dirigée le long de la ligne séparant les corps et son intensité est proportionnelle au produit de leurs charges (de leurs masses dans le cas de la gravitation) divisé par le carré de la distance qui les sépare. En 1823, André-Marie Ampère montra que la force entre deux fils de longueurs infinitésimales traversés par des courants électriques, obéissait elle aussi à une loi en carré inverse et que la force était dirigée le long de la ligne de séparation entre les éléments de fils.
Malgré le succès qu'avaient ces théories à faire des prédictions numériques précises pour de nombreux phénomènes, elles étaient généralement considérées toutes aussi déficientes que les philosophies naturelles de la mécanique, car toutes étaient essentiellement des mécanismes d'action à distance. Dans le contexte du développement de la théorie des champs, le fait qu'une fonction puisse être écrite pour prédire la force par unité de masse, de charge ou de courant en chaque point de l'espace était seulement une construction mathématique. Qu'une force puisse être exercée à travers l'espace vide était considéré comme insoutenable sur le plan de la métaphysique,. Par conséquent ces lois de force étaient supposées être simplement descriptives, mais non explicatives.

Pour tenter d'expliquer l'apparence de l'action à distance et de donner à la mécanique des bases métaphysiques, Immanuel Kant proposa en 1786 une définition plus générale de la matière :
« La matière est toute chose qui se déplace et remplit un espace. Remplir un espace signifie résister à toute autre chose mobile qui essaierait de se déplacer dans cet espace. Un espace qui n'est pas rempli est un espace vide. »
Parce que cette définition est très large, il n'est pas certain que Kant ait eu à l'esprit pour sa « matière » le même type de champ que Michael Faraday découvrirait plus tard. Kant lui-même était un partisan de la théorie de l'éther, qui est mentionnée dans son Opus Postumum. Mais quelle que soit la capacité de la métaphysique de Kant à prédire les découvertes de Faraday et de Maxwell, elle représentait l'un des premiers efforts pour réconcilier l'action à distance sur des bases physiques plutôt que mathématiques.

## Champ électromagnétique

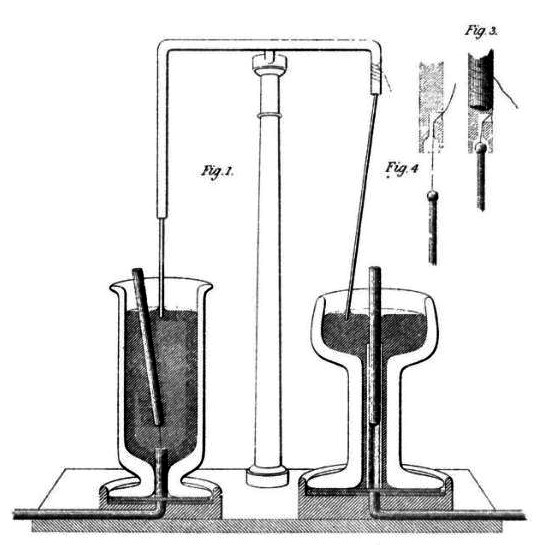
Expérience de rotation électromagnétique de Michael Faraday, v. 1821, montrant qu'un champ pouvait transmettre une force.

La conceptualisation d'un champ en tant qu'objet physique commence avec Michael Faraday. C'est Faraday qui a inventé le terme « champ magnétique » dans ses Experimental Researches en postulant, après avoir découvert que tous les matériaux constituant le corps humain étaient diamagnétiques, que si un humain était placé dans un champ magnétique suffisamment intense, il s'alignerait également avec le champ. Faraday n'a pas conçu ce champ comme une simple construction mathématique pour calculer les forces entre les particules - n'ayant qu'une formation  rudimentaire en mathématiques, il n'avait aucune utilité à faire abstraction de la réalité lorsqu'il faisait des prédictions quantitatives. Au lieu de cela, il supposait qu'il y avait une « force » remplissant l'espace où les champs électromagnétiques étaient générés. Il a alors raisonné qualitativement sur ces forces avec des « lignes de force » :
« Ce qui est important dans la définition de ces lignes est qu'elles représentent une quantité de force déterminée et immuable. Par conséquent, bien que leurs formes, telles qu'elles existent entre deux ou plusieurs centres ou sources de puissance, puissent varier considérablement, de même que l'espace à travers lequel elles peuvent être tracées, la somme de puissance contenue dans une section quelconque d'une portion donnée des lignes est exactement égale à la somme des puissances dans toute autre section de ces mêmes lignes, que leur forme ait été modifiée ou qu'elles puissent être convergentes ou divergentes dans la seconde section. »
Les connaissances de Faraday sur le comportement des champs magnétiques se révéleront inestimables pour le cheminement de James Clerk Maxwell vers l'unification de l'électricité et du magnétisme en une seule théorie. Avant d'écrire son Treatise, Maxwell avait commencé à utiliser les lignes de Faraday pour raisonner sur le comportement électromagnétique et avait commencé par se convaincre de leur existence physique :
« La belle illustration de la présence d'une force magnétique que nous offre cette expérience ([de la limaille de fer s'alignant dans un champ magnétique]), tend tout naturellement à nous faire penser aux lignes de force comme étant quelque chose de bien réel, et comme indiquant qu'il existe quelque chose en plus de la simple résultante de deux forces, dont les sièges d'action seraient éloignés, et qui n'existeraient pas du tout avant qu'un aimant ne soit placé dans cette partie du champ. Nous ne sommes pas satisfaits de l'explication fondée sur une hypothèse de forces attractives et répulsives dirigées en direction des pôles magnétiques, bien que nous ayons pu nous assurer que le phénomène soit en conformité rigoureuse avec cette hypothèse, et nous ne pouvons pas nous empêcher de penser qu'en tout lieu où se situent ces lignes de force, un état physique ou une action doit exister et avoir une énergie suffisante pour produire les phénomènes observés. »
Mais même après son « Traité » et la découverte subséquente que la lumière était une onde électromagnétique, Maxwell a continué à croire en la théorie de l'éther :
« Une autre théorie de l'électricité que je préfère réfute l'action à distance et attribue l'action électrique aux tensions et aux pressions dans un milieu omniprésent, ces contraintes étant de même nature que celles bien connues des ingénieurs, et le milieu étant identique à celui dans lequel la lumière est supposée se propager. »
Ceci était considéré comme une caractéristique souhaitable pour une description physique, car il n'était fait aucune référence aux actions à distance. Dans son livre détaillant l'histoire du concept d'action à distance, la philosophe des sciences Mary Hesse écrivait :
« Il y a une différence physique entre un champ gravitationnel... et le champ des vitesses d'un fluide. Dans le second cas, la fonction de champ est une propriété bien réelle du matériau en tout point du champ, mais en ce qui concerne la gravitation, la fonction potentielle V est « potentielle » dans le sens où elle ne décrit pas nécessairement une propriété matérielle du champ... elle décrit une propriété potentielle, à savoir la force qui serait exercée si une petite masse était introduite dans le champ en ce point. »

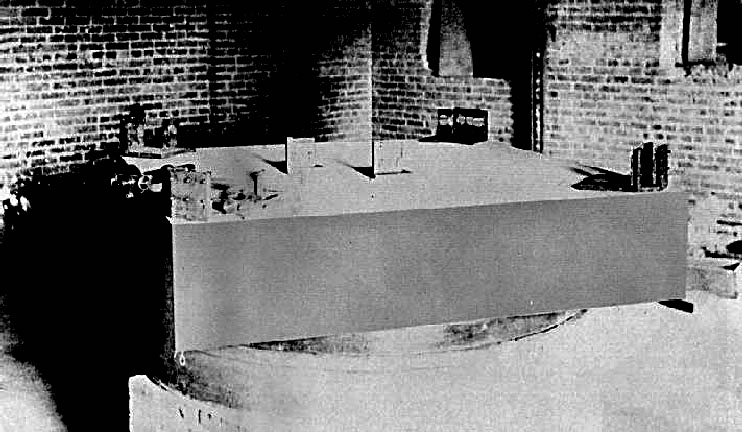
L'expérience de Michelson-Morley : si le mouvement de l'éther par rapport à la Terre avait eu un effet sur la vitesse de la lumière, il y aurait eu un décalage (lignes pointillées) lorsque l'appareil avait été tourné à 360° mais pratiquement aucun effet n'a été détecté (lignes solides).

Mais l'expérience de Michelson-Morley et la découverte de la relativité restreinte qui a suivi ont démontré d'une manière concluante qu'un éther considéré come un fluide dont le mouvement expliquerait les effets de l'électromagnétisme ne pouvait pas exister. C'est ce qu'expliquait Einstein :
« En guise de récapitulation, on peut dire que d'après la théorie de la relativité générale l'espace est doté de qualités physiques ; en ce sens, il existe bien un éther. D'après la théorie de la relativité générale, l'espace sans éther est impensable ; car dans un tel espace non seulement il n'y aurait pas de propagation de la lumière, mais il n'y aurait également aucune possibilité d'existence pour des étalons d'espace et de temps (les règles à mesurer et les horloges), et il n'y aurait donc pas d'intervalles d'espace-temps au sens physique. Mais cet éther ne peut pas être considéré comme doté de la qualité caractéristique des milieux pondérables, qui sont constitués de parties qui peuvent être suivies au cours du temps. On ne peut pas y appliquer l'idée de mouvement. »
En conséquence, il semblait évident que dans le cas de l'électromagnétisme, il n'y a pas de matériau sous-jacent au travers duquel les forces doivent se propager. Dans ce cas, on ne peut  faire aucune distinction entre les effets d'un champ résultant d'un potentiel et les effets d'une force « d'action à distance » ; ils sont mathématiquement équivalents et ils ne peuvent pas prédire des phénomènes différents à partir desquels l'une ou l'autre perspective pourrait être faussée. Dans le régime de la physique classique, il existe une dualité fondamentale entre l'action à distance et les effets des champs.

## Champs quantiques et effet Unruh
Les champs sont devenus les objets fondamentaux de l'étude de la théorie quantique des champs. Mathématiquement, les champs quantiques sont formalisés sous la forme de distributions à valeur d'opérateur. Bien qu'il n'y ait pas de méthode pour mesurer directement le champ lui-même, le cadre affirme que toute particule est une « excitation » du champ. Par exemple : alors que la théorie de l'électromagnétisme classique de Maxwell décrit la lumière comme une onde se propageant d'elle-même dans un champ électromagnétique, en électrodynamique quantique, la lumière est une particule, le boson de jauge sans masse que l'on appelle « photon ». De plus, le nombre de particules dans un système isolé n'a pas besoin de se conserver ; un exemple de processus dans lequel c'est le cas est le rayonnement de freinage. Une heuristique suggérant que des particules peuvent être créées ou détruites se trouve dans l'équation d'Einstein {\displaystyle E=mc^{2}}, affirmant que l'énergie et la matière peuvent, en principe, être échangées. Une compréhension plus détaillée du cadre s'acquière en étudiant la densité lagrangienne d'une théorie des champs qui code l'information de ses interactions de particules permises.

Mais même dans ce cadre qui n'offre pas de contentieux concernant l'action à distance, comme c'est le cas avec les champs classiques, les champs quantiques peuvent être considérés comme de simples outils mathématiques pour le calcul de la dynamique des particules. En 1972, c'était encore une question de goût et de commodité qui permettait de décider comment on aimerait comprendre la mécanique quantique. Julian Schwinger faisait remarquer que :
« En fin de compte, [le développement du formalisme mathématique] a conduit aux formulations lagrangiennes, ou d'action, de la mécanique quantique, apparaissant sous deux formes distinctes mais liées, que je distingue comme différentielles et intégrales. La dernière, conduite par Feynman, a eu toute la couverture médiatique, mais je continue à croire que le point de vue différentiel est plus général, plus élégant, plus utile et plus dans la ligné historique du développement en tant que transcription quantique du principe de l'action de Hamilton. »

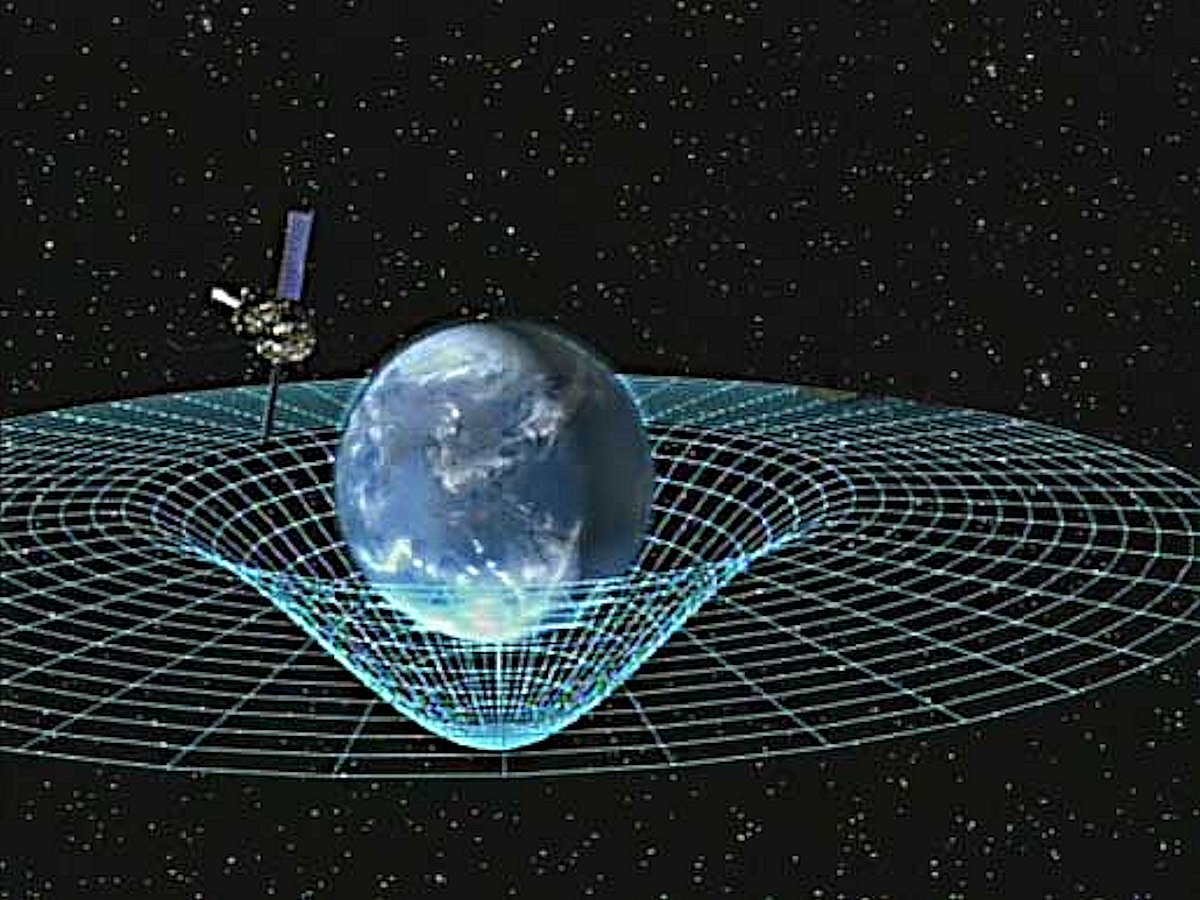
Espace-temps courbe : Dans la physique d'Albert Einstein, un corps massif déforme la structure de l'espace-temps, plutôt que d'attirer simplement des corps distants comme c'est le cas avec la physique newtonienne.

Une exploration par Stephen Fulling de la théorie quantique des champs sur un fond d'espace-temps courbe a abouti au résultat déroutant qu'il existait une ambiguïté dans la définition de l'état du vide, dont la résolution donnerait des conclusions physiquement significatives,. William Unruh a étudié et résolu cette ambiguïté pour le problème de Stephen Hawking d'une densité divergente des particules ultraviolettes près de l'horizon des événements d'un trou noir. Il a considéré un modèle-jouet constitué d'un détecteur de particules accélérant uniformément à travers l'état du vide d'un champ quantique dans l'espace de Minkowski (pour lequel il n'y a pas d'ambiguïté). Les conditions qu'il précisait étaient les suivantes :
- « un détecteur de particules réagira aux états qui ont une fréquence positive par rapport au temps propre du détecteur, et non pas par rapport à un temps universel » ;
- « le processus de détection d'un quanta de champ par un détecteur, défini comme étant l'excitation du détecteur par le champ, peut correspondre soit à l'absorption, soit à l'émission d'un quanta de champ lorsque le détecteur est accéléré[16] ».

Le résultat qu'il a obtenu pour son modèle-jouet était que le détecteur accélérant à un taux constant {\displaystyle a} détecterait un  rayonnement du corps noir, un écoulement de photons comme s'il était maintenu stationnaire dans un thermostat à la température {\displaystyle a/2\pi } (effet Unruh). L'application au problème de Hawking était, d'après le principe d'équivalence, qu'un observateur stationnaire emportant un détecteur de particules près de l'horizon des événements d'un trou noir observerait des excitations dans le détecteur comme s'il accélérait à un taux gigantesque dans un espace-temps plat qui serait maintenu sous vide. Ceci explique la densité divergente des particules UV près de l'horizon des événements.

Pour comprendre pourquoi le champ quantique doit être l'objet fondamental de l'étude de la mécanique quantique relativiste :
« Si l'on considère les champs locaux comme étant les objets fondamentaux de la théorie, l'effet Unruh est vu comme une simple conséquence de la façon dont ces champs interagissent avec d'autres systèmes mécaniques quantiques (c'est-à-dire des « détecteurs de particules »). Si l'on essaye de considérer les « particules » comme les entités fondamentales de la théorie, l'effet Unruh devient incompréhensible. »
En ce sens, les champs quantiques s'affirment d'une manière qui n'est pas possible pour les champs classiques. Le fait qu'un référentiel accéléré ait une notion différente du temps (coordonnées de Rindler) signifie qu'il aura aussi une notion différente de l'énergie, des particules et du vide. Le lien entre ces notions n'est compris que dans le cadre de la théorie des champs.